# 貝斯夏隆猶太會堂

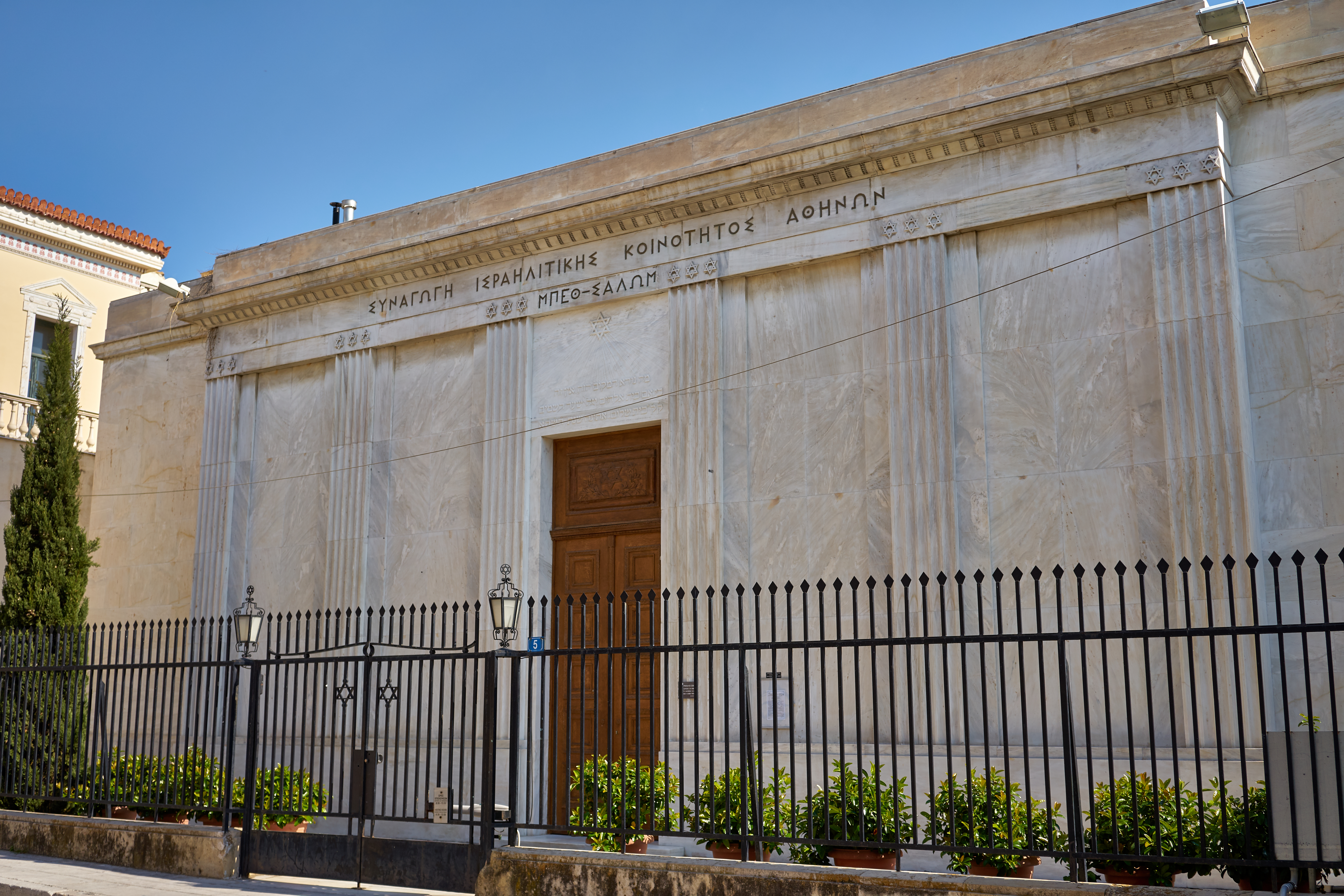
貝斯夏隆猶太會堂

貝斯夏隆猶太會堂（希伯來語：‎）是希臘首都雅典的一座猶太會堂。這座猶太會堂修建於1935年，外觀使用白色大理石修建。1975年，建築進行了翻新。